# 伊豆中央道
伊豆中央道（いずちゅうおうどう）は、静岡県伊豆の国市から田方郡函南町に至る国道136号バイパス道路である。国道136号の渋滞緩和を目的に道路整備特別措置法による有料道路として、静岡県道路公社が伊豆長岡町（現・伊豆の国市）から函南町までの3.0 kmを整備した。伊豆縦貫自動車道（東駿河湾環状道路、修善寺道路）と一体となって伊豆中部のバイパスを形成する。

## 概要
国道136号バイパス

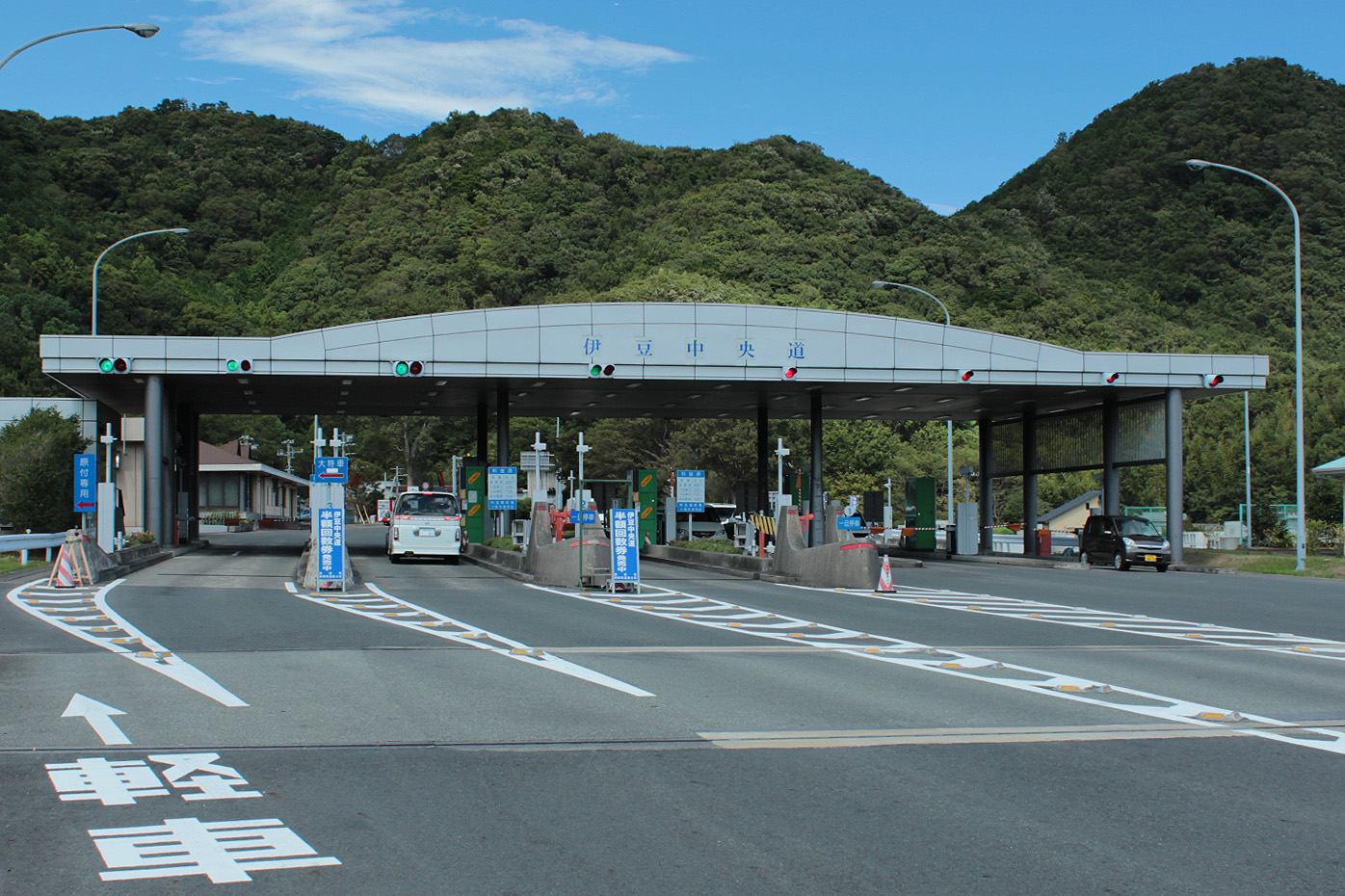
本線料金所である江間料金所（2012年9月、自動料金収受機での無人料金徴収時）

- 起点：静岡県伊豆の国市田京（大仁中央IC）
- 終点：静岡県函南町塚本（大場川南交差点）
- 総延長：7.4 km
- 道路規格：第3種第2級
- 設計速度：60 km/h

伊豆中央道（有料区間）
- 起点：静岡県伊豆の国市珍野（長岡北IC）
- 終点：静岡県函南町肥田（日守大橋北側付近）
- 総延長：3.0 km
- 有料道路事業費：91億円（江間改築事業の有料道路事業費：約16億円を含む）
- 料金徴収期限：2057年3月8日（当初予定：2015年3月31日、その後2023年10月2日に変更）

本線料金所である江間料金所は江間IC - 江間トンネル間に設けられている。自動料金収受機で24時間料金徴収をしていたが、2014年（平成26年）4月から有人による料金徴収に変更された。夜間は交通量が少なく採算が取れないことから料金所が無人となるため、通行料金は無料となる（料金徴収時間：6時 - 22時）。2021年（令和3年）7月1日にETCソリューションズが提供する会員登録型のETC多目的利用サービス（ETCカードによるキャッシュレス決済）「ETCX」を導入した。伊豆中央道・修善寺道路の各料金所には上下線合わせて10カ所のETCXレーンが設置され、設置費用は10レーンでおよそ10億円とされるが、静岡県交通基盤部長は2020年（令和2年）12月の静岡県議会定例会での一般質問に対し、「設置費用の100%補助が認められたことから導入することを決定」したと答弁している。
2024年（令和6年）12月には、伊豆中央道の江間料金所と修善寺道路の大仁料金所に2026年（令和8年）度末までにETCを導入するスケジュールが公開された。各料金所の上り線1レーン・下り線1レーンにETC専用レーンを導入する予定である。
江間料金所の南側に一般道と接続する江間ICがあるため、料金所を経ずに同IC以南のみを無料で通行する車両もある。

## 伊豆地域の有料道路における料金徴収期限

### 伊豆中央道と修善寺道路の「料金プール制」
当初は料金徴収期限が伊豆中央道は2015年（平成27年）3月31日、修善寺道路は2025年（平成37年）8月24日までとされていたが、2007年（平成20年）のリーマン・ショック、2011年（平成23年）の東日本大震災の影響等で観光交通が減少して交通量が落ち込んだため、建設借入金の償還が計画通りに進んでいなかった。2011年（平成23年）9月に外部有識者からなる「伊豆地域の道路整備のあり方検討会」を立ち上げて検討したが、当時の試算では料金徴収期限を迎えても伊豆中央道で約5億円、修善寺道路で約19億円の未償還金が残ることが想定されたことや平成30年代半ばの伊豆縦貫自動車道の概成時に有料区間を含まないようにするため、伊豆中央道と修善寺道路の経営を一体とする合併採算制の導入が望ましいとの結論になり、2013年（平成25年）10月、静岡県道路公社が国土交通省に両道路の事業変更を申請。同年12月3日付けで許可を得て、2014年（平成26年）4月1日、伊豆中央道と修善寺道路に合併採算制を導入した。合併採算後の料金徴収期限は2023年（令和5年）11月12日とされ、その翌日の無料化を予定していたが、江間交差点立体化の完成を予定より前倒ししたことで料金徴収期限を見直した結果、無料化の予定は2023年（令和5年）10月2日の翌日に前倒しされた。
料金徴収期限の前倒しについては、2019年（令和元年）9月の静岡県議会定例会での一般質問に対し、静岡県交通基盤部長は「現状では合併採算制度導入後五年間の料金収入の実績は計画を下回っており、仮に今後も平成三十年度の料金収入実績が横ばいで推移したとなると料金徴収期限より早期の江間料金所の撤去、無料化は現段階では難しい」と答弁していたが、前述の通り40日の前倒しが予定されていた。

### 道路整備特別措置法改正と「静浦有料道路」
2023年（令和5年）3月1日、静岡県議会建設委員会で、伊豆中央道と修善寺道路の料金徴収期限の延長と、近接する国道414号静浦バイパスの一部区間を有料化する方針を明らかにした。同年3月6日に開催された「伊豆半島道路ネットワーク会議」でも、伊豆中央道と修善寺道路を無料化した場合に交通量が約2倍に増加して渋滞の悪化が見込まれることから、伊豆地域の基幹道路として高速性・定時性を確保するため料金徴収期限を延長し、国道414号静浦バイパスの未整備区間に有料道路事業を導入する方針を示した。静浦バイパスの建設と償還期限が40年程度と見込まれることから、伊豆中央道・修善寺道路・静浦バイパスの料金徴収期限を同期間（40年程度）とするほか、利用者の利便性向上と料金徴収費用を低減するため、「ETC」の導入と新たな割引制度も検討するとした。
この表明により一部自治体から反発を受けたものの、静岡県は沿線住民・自治体・市町議会に対して伊豆中央道と修善寺道路の料金徴収期限の延長についての説明会を実施し、住民や議会等から反発の声が寄せられたものの、県議会の令和5年6月定例会に伊豆中央道・修善寺道路の料金徴収期限を33年程度延長する議案と、伊豆中央道・修善寺道路及び「静浦有料道路」を合わせて1つの道路として料金徴収する議案を含む5つの議案が提出され、7月12日に実施された定例会で5つの議案が全会一致で可決された。
その後、国土交通省に対して伊豆中央道・修善寺道路・静浦バイパスを一つの道路として2057年3月8日まで料金を徴収する、いわゆる「料金プール制の許可」等の申請手続きが行われ、2023年（令和5年）8月28日付けで事業変更の許可が下りている。

## 通過する自治体
- 静岡県
  - 函南町 - 三島市 - 函南町 - 伊豆の国市

## 接続高速道路
- E70 伊豆縦貫自動車道（東駿河湾環状道路）【連絡路】
- E70 伊豆縦貫自動車道（修善寺道路）

## インターチェンジなど
| 施設名                             | 接続路線名                                                                                                 | 起点 から （km） | 備考                   | 所在地 | 所在地     |
| ---------------------------------- | --- | ---------------- | ---------------------- | ------ | ---------- |
| 大場川南交差点                     | 国道136号（現道） 県道11号熱海函南線                                                                       | 7.4              |                        | 静岡県 | 函南町     |
| 函南塚本IC                         | E70 伊豆縦貫自動車道（東駿河湾環状道路）【連絡路】                                                         |                  | 下田方面ハーフインター | 静岡県 | 函南町     |
| 伊豆中央道入口交差点               | 県道138号御園伊豆仁田停車場線                                                                              |                  |                        | 静岡県 | 函南町     |
| （平面交差あり）                   | 函南町道塚本肥田線 函南町道2-2号線                                                                         |                  |                        | 静岡県 | 函南町     |
| 江間料金所                         | |                  | 本線料金所             | 静岡県 | 伊豆の国市 |
| 江間IC                             | 市道長1029号線（下田方面からは側道経由で接続） 県道134号静浦港韮山停車場線（三島方面からは側道経由で接続） |                  |                        | 静岡県 | 伊豆の国市 |
| 長岡北IC                           | 国道414号                                                                                                  |                  |                        | 静岡県 | 伊豆の国市 |
| 伊豆長岡IC                         | 県道130号伊豆長岡三津線                                                                                    |                  |                        | 静岡県 | 伊豆の国市 |
| 大仁中央IC                         | 国道414号                                                                                                  | 0.0              |                        | 静岡県 | 伊豆の国市 |
| E70 伊豆縦貫自動車道（修善寺道路） | |                  |                        | 静岡県 | 伊豆の国市 |

- 各ICに料金所は設置されていない。
- 大場川南交差点と伊豆中央道入口交差点は平面信号交差点だったが、前者は2014年2月11日の函南塚本IC開通で一部を立体化、後者は交差点を改良の上、同年1月29日に信号機が撤去された[28]。これに伴い、江間交差点は唯一の平面信号交差点となったが、函南塚本ICの供用開始による交通量増加の対策として同交差点の立体化（江間改築事業）[29]と三島方面ハーフインターだった江間ICのフルインターチェンジ化が事業化され[30][31]、2020年7月に完成した[32]。

### 休憩施設
- 道の駅伊豆ゲートウェイ函南（伊豆中央道入口交差点付近）
- 道の駅伊豆のへそ（大仁中央IC付近）
- その他、本線沿いにドライブインが設置されている。

## 主なトンネルと橋
- 日守大橋【狩野川】（伊豆中央道入口交差点-江間料金所）：347.7 m（3径間連続鋼床版曲線箱桁＋単純非合成鋼箱桁、支間長：50.1＋（87.9＋119.2＋87.9） m、幅員：10.5 m（車道8.5＋歩道2.0）、総鋼重：1,391.1 t、1983年完工）
  - 歩道が設けられているので歩行者及び自転車の通行は可能だが、江間トンネル以南は通行できないため、日守大橋南端にある階段歩道で静岡県道139号原木沼津線に降りる必要がある。
- 江間トンネル（伊豆中央道入口交差点-江間料金所）：825.0 m
- 北江間橋【江間川、市道長1029号線】（江間料金所-江間IC）：80.0 m（鋼2径間連続非合成4主鈑桁橋、支間長：41.6＋36.8 m、幅員：9.0 m、2020年完工）
- 花坂第1トンネル（長岡北IC-伊豆長岡IC）：125.0 m
- 花坂第2トンネル（長岡北IC-伊豆長岡IC）：285.0 m
- 長岡第1トンネル（長岡北IC-伊豆長岡IC）：243.0 m
- 長岡第2トンネル（長岡北IC-伊豆長岡IC）：143.0 m
- 長岡第3トンネル（長岡北IC-伊豆長岡IC）：249.5 m
- 小坂第1トンネル（伊豆長岡IC-大仁中央IC）：464.0 m
- 小坂第2トンネル（伊豆長岡IC-大仁中央IC）：180.0 m
- 新大門橋【狩野川】（伊豆長岡IC-大仁中央IC）：244.0 m（3径間連続鋼床版箱桁、支間長：80.3＋85.5＋76.7 m、幅員：8.5 m、総鋼重：1,031t、1994年完工）

## トンネルの数
| 区間                        | 上り線 | 下り線 | 備考 | 合計 |
| --------------------------- | ------ | ------ | ---- | ---- |
| 伊豆中央道入口交差点-江間IC | 1      | 1      | ※    | 7    |
| 江間IC-長岡北IC             | 0      | 0      | ※    | 7    |
| 長岡北IC-伊豆長岡IC         | 5      | 5      | ※    | 7    |
| 伊豆長岡IC-大仁中央IC       | 2      | 2      | ※    | 7    |

※の区間は2車線の対面通行で供用されているため上下線で1本となっている。

## 歴史
- 1985年3月30日：大場川南交差点 - 長岡北IC間約4.8 km開通。
- 1985年4月1日：有料道路区間3.0 km、供用開始[1]。
- 1992年7月：無人料金収受機を設置[注釈 4]。
- 1995年1月30日：長岡北IC - 大仁中央IC間約3.8 km開通。
- 1998年3月26日：修善寺道路と接続。
- 2011年
  - 6月1日：伊豆中央道・修善寺道路を対象とした共通定期券導入の社会実験を開始（2012年3月31日終了）[33]
  - 11月1日：社会実験で伊豆中央道定期券を導入（2012年3月31日終了）[33]
- 2012年6月1日：社会実験で伊豆中央道・修善寺道路を対象とした半額回数券を導入（2012年11月30日終了）[33]。
- 2014年
  - 2月11日：東駿河湾環状道路と直結
  - 4月1日：伊豆中央道と修善寺道路に合併採算制を導入。共通回数券の販売開始[17][34]。
- 2020年
  - 7月1日：江間ICフルインター化[32]
  - 7月9日：江間交差点立体化[32]
- 2021年7月1日：ネットワーク型ETCの技術を活用したキャッシュレス決済（ETC多目的利用サービス）「ETCX」を導入[7][8]、「ETCX」利用者用割引「いずトクX（走行回数・後日還元型）」を導入[8]。
- 2023年
  - 8月28日：伊豆中央道・修善寺道路の料金徴収期間の変更[4]および両道路の合併採算制に静浦有料道路を加えることが許可される[27]。
  - 10月1日：「ETCX」利用者用割引「いずトクX（走行回数・後日還元型）」（160回サイクル）を「いずトクX100（走行回数・後日還元型）」（100回サイクル）に変更し、電子回数券型を導入[35]。
- 2026年度末（予定）：江間料金所にETCを導入（上下線に各1レーン）[12]
- 2057年
  - 3月8日（予定）：料金徴収終了[4]
  - 3月9日（予定）：無料開放（修善寺道路と同時）[4]

## 道路管理者
- 静岡県道路公社

## 路側放送
- 1か所も設置されていない。

## 車線・最高速度
| 区間                      | 車線 上下線=上り線+下り線 | 最高速度 |
| ------------------------- | ------------------------- | -------- |
| 大場川南交差点-大仁中央IC | 2=1+1                     | 50km/h   |

## 道路照明灯
- 大仁中央IC-長岡北IC
- 江間料金所周辺および日守大橋

設置区間では東名高速道路など一般的な高速道路と同じく約40メートル間隔で設置されている。

## 料金
2019年（令和元年）10月現在。

### 現金・ETCX
| 延長  | 軽自動車等 | 普通車 | 中型車 | 大型車 | 特大車 | 原付・軽車両 |
| ----- | ---------- | ------ | ------ | ------ | ------ | ------------ |
| 3.0km | 160円      | 200円  | 200円  | 340円  | 580円  | 20円         |

### 回数券
| 車種   | 車種    | 軽自動車等 | 普通車   | 中型車   | 大型車   | 特大車   | 原付・軽車両 | 路線バス |
| ------ | ------- | ---------- | -------- | -------- | -------- | -------- | ------------ | -------- |
| 回数券 | 11回券  | 1,600円    | 2,000円  | 2,000円  | 3,400円  | 5,800円  | 200円00      | 3,400円  |
| 回数券 | 60回券  | 8,000円    | 10,000円 | 10,000円 | 17,000円 | 29,000円 | 1,000円00    | －       |
| 回数券 | 160回券 | 13,000円   | 16,250円 | 16,250円 | 27,200円 | 46,400円 | 1,620円00    | 27,200円 |

- 車種の詳細は「静岡県道路公社管理有料道路車種区分表」[36]を参照の事。
- 合併採算制の導入により、2014年（平成26年）4月1日から伊豆中央道と修善寺道路の車種区分と料金が統一されている[37]。
- 伊豆中央道と修善寺道路の両方の道路を利用する場合、「通し券」を購入すると料金支払いは1回で済む[37]。
- 2014年（平成26年）4月及び2019年（令和元年）10月の消費税率引き上げに伴い、一部料金の改定が行われている。
- 自転車および軽車両は、料金設定は存在するが、起点（長岡北IC交差点）から江間トンネル終点側出口まで、静岡県公安委員会により通行が規制されている[36]。

## 交通量
| 年   | 2001年    | 2002年    | 2003年    | 2004年    | 2005年    | 2006年    | 2007年    | 2008年    | 2009年    | 2010年    |
| ---- | --------- | --------- | --------- | --------- | --------- | --------- | --------- | --------- | --------- | --------- |
| 台数 | 3,965,801 | 3,787,502 | 3,687,298 | 3,589,360 | 3,616,007 | 3,546,809 | 3,596,816 | 3,405,221 | 3,387,552 | 3,415,495 |

| 年   | 2011年    | 2012年    | 2013年    | 2014年    | 2015年    | 2016年    | 2017年    | 2018年    | 2019年    | 2020年    |
| ---- | --------- | --------- | --------- | --------- | --------- | --------- | --------- | --------- | --------- | --------- |
| 台数 | 3,210,697 | 3,357,541 | 3,397,262 | 4,288,038 | 4,752,811 | 5,067,344 | 5,266,761 | 5,181,544 | 5,369,350 | 4,900,254 |

| 年   | 2021年    | 2022年    | 2023年    | 2024年    |
| ---- | --------- | --------- | --------- | --------- |
| 台数 | 5,272,460 | 5,684,196 | 5,838,287 | 5,985,328 |

- 静岡県賀茂地域局統計資料（各年度版）交通の状況・伊豆地区有料道路月別通行台数（静岡県道路公社東部管理センター調）を参照
- 利用台数：6470万8千台（2008年度末まで）